# Asalto a la embajada de México en Ecuador
El asalto a la embajada de México en Ecuador se produjo el 5 de abril de 2024, cuando fuerzas policiales y militares ecuatorianas irrumpieron violentamente en la embajada mexicana en Quito.
El operativo, que tuvo como trasfondo una serie de tensiones entre ambos países, se realizó para capturar al exvicepresidente de Ecuador, Jorge Glas, sentenciado por casos de corrupción y que, desde el 17 de diciembre de 2023, permanecía refugiado en la embajada, donde se le había concedido asilo político unas horas antes del asalto.
La operación llevó a que México rompiera sus relaciones con Ecuador, y al día siguiente, Nicaragua hizo lo mismo en solidaridad con México. Venezuela cerró su embajada y consulados ecuatorianos debido al allanamiento, condenando las acciones de Ecuador. Las autoridades de México y la comunidad internacional de los países de la región así como la OEA, repudiaron el hecho y lo calificaron como una violación de la Convención de Viena sobre Relaciones Diplomáticas y la Convención sobre Asilo Diplomático de 1954. Las autoridades ecuatorianas, en tanto, justificaron la irrupción invocando las convenciones de Caracas y Montevideo y un «riesgo de fuga» de Glas.

## Antecedentes

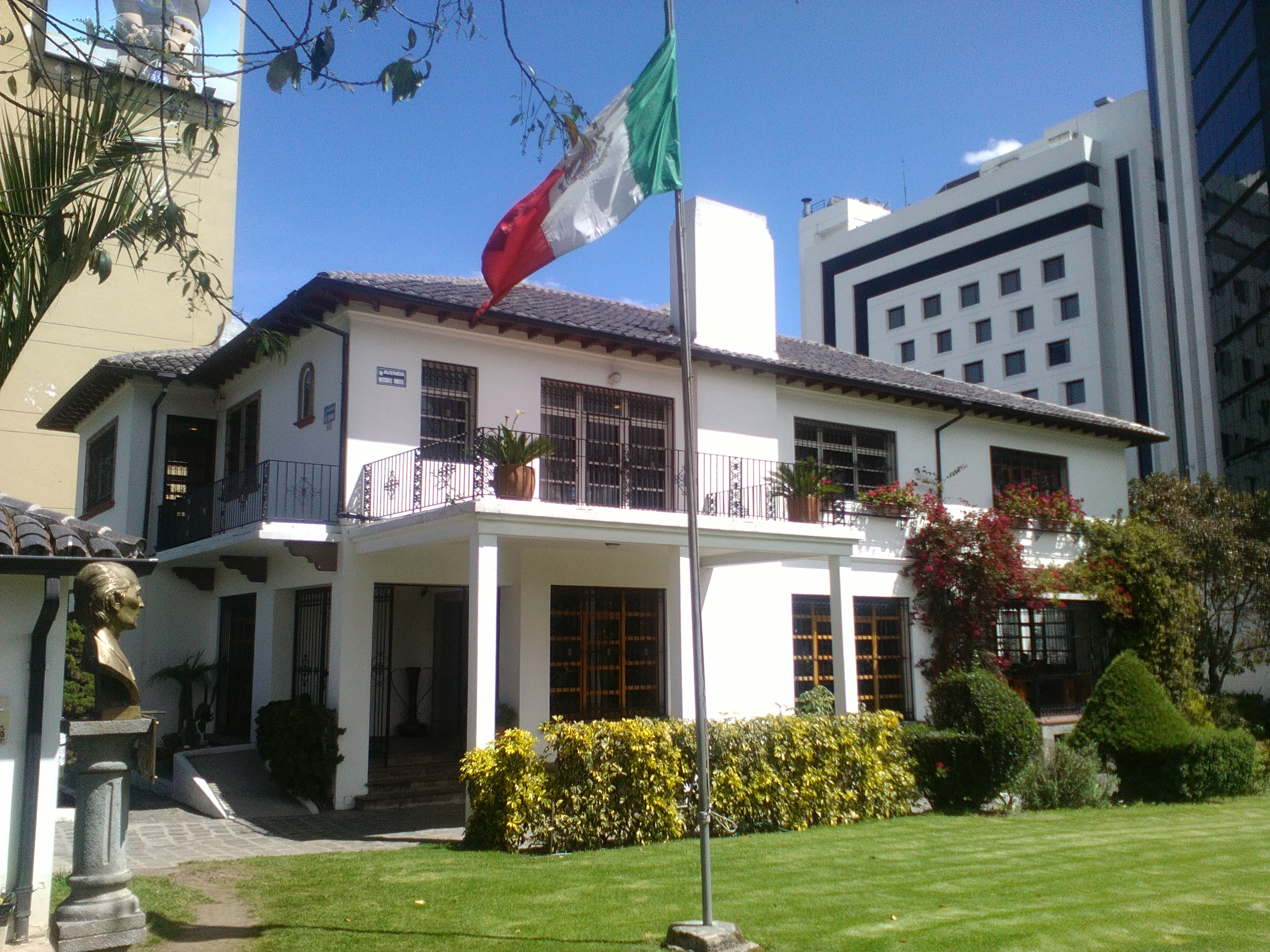
Embajada mexicana en Ecuador, fotografiada en 2016.

El exvicepresidente ecuatoriano Jorge Glas, quien se había desempeñado como segundo mandatario de los presidentes Rafael Correa y Lenín Moreno, había sido condenado, en diciembre de 2017, a cumplir ocho años en la cárcel por dos condenas: una de seis años por el delito de asociación ilícita en el Caso Sobornos, y otra de ocho por el delito de cohecho; no obstante, salió en libertad el 28 de noviembre de 2022 gracias a una medida cautelar. Meses después, se reactivaron varios procesos en su contra, es así que, en diciembre de 2023, la Fiscalía General del Estado ordenó su detención con fines investigativos en un caso de peculado en la reconstrucción de Manabí, tras el terremoto de 2016. A consecuencia de ello, el 17 de diciembre, Glas ingresó a la embajada de México en Quito y solicitó asilo político, alegando persecución política.
Durante los meses siguientes, las diligencias judiciales requeridas por la Fiscalía de Ecuador, no podían seguir su curso debido a la ausencia del procesado. El Gobierno ecuatoriano instó entonces al Gobierno de México a pronunciarse sobre la situación de Jorge Glas. El 29 de enero de 2024, la Cancillería ecuatoriana remitió un oficio a la embajadora de México, en el cual dejaba clara la posición del Ecuador con respecto a la condición de Jorge Glas como prófugo de la justicia ecuatoriana y a la no licitud que constituiría una eventual concesión de asilo.
Tras un silencio prolongado de parte de las autoridades mexicanas, el 1 de marzo de 2024, la Cancillería ecuatoriana solicitó a México autorización para ingresar a su Embajada y capturar a Jorge Glas, comunicación que no obtuvo respuesta. El 3 de abril de 2024, el presidente de México, Andrés Manuel López Obrador, aludió en una conferencia de prensa a que la excandidata presidencial del correísmo, Luisa González, llevaba ventaja en las elecciones presidenciales de Ecuador de 2023 pero que tras el asesinato de Fernando Villavicencio había sido ligada al magnicidio y su puntuación había caído.

### Expulsión de la embajadora mexicana
Después de los comentarios del presidente mexicano, el 4 de abril, la embajadora de México, Raquel Serur Smeke, fue declarada persona non grata y la Cancillería de Ecuador invocó el principio de «no intervención» en asuntos internos de otro país y el artículo 9 de la Convención de Viena sobre Relaciones Diplomáticas para solicitar la salida del país de la embajadora. El gobierno mexicano decidió otorgar el asilo político a Glas tras la expulsión de su embajadora. Por su parte, el presidente ecuatoriano Daniel Noboa reiteró que no expediría el salvoconducto necesario para la salida de Glas del país.
El 5 de abril, la canciller de México, Alicia Bárcena, había llamado a que el Gobierno de Ecuador dispusiera el salvoconducto cuanto antes para que Glas pudiera salir al país que le dio asilo.

## Ataque a la embajada
Hacia las 22:00 horas del 5 de abril de 2024, un destacamento de élite de la Policía Nacional del Ecuador entró por la fuerza en la embajada y detuvo a Glas. Tenían un ariete y un agente trepó por las paredes. Llevaron a Glas a la oficina del fiscal general y luego a un aeropuerto para tomar un vuelo a Guayaquil, con planes de trasladarlo a un centro de máxima seguridad. El abogado de Glas dijo que la policía pateó a su cliente varias veces mientras se resistía al arresto y lo arrastró fuera de la embajada. La ministra mexicana de Asuntos Exteriores, Alicia Bárcena, dijo que algunos de sus diplomáticos resultaron heridos durante la redada.

## Consecuencias
Tras la difusión de la noticia, el mismo día, el presidente de México anunció mediante su cuenta de X (Twitter) la ruptura de todas las relaciones diplomáticas con Ecuador. Además, México recurrirá a la Corte Internacional de Justicia para denunciar a Ecuador por violaciones al derecho internacional.
A nivel internacional, Colombia y Bolivia convocaron a una reunión urgente de la Organización de Estados Americanos (OEA). El 10 de abril, el Consejo Permanente de la Organización de Estados Americanos (OEA) aprobó con 29 votos a favor, uno en contra (Ecuador) y una abstención (El Salvador) una resolución, que condena la violación de la Convención de Viena sobre Relaciones Diplomáticas y su relación con la figura del asilo, así como las lesiones sufridas por el personal diplomático mexicano en Ecuador. En dicha reunión, se destacó la ausencia de la canciller ecuatoriana, María Gabriela Sommerfeld, asistiendo en su lugar el vicecanciller, Alejandro Dávalos.
La Comisión de Fiscalización y Control Político de la Asamblea Nacional del Ecuador, convocó a los ministros de Gobierno, Defensa y Relaciones Exteriores, Mónica Palencia, Gian Carlo Loffredo y Gabriela Sommerfeld a comparecer ante dicha comisión del parlamento. Además, los legisladores del Movimiento Revolución Ciudadana (RC5) anunciaron que se presentarán los pedidos de juicio político contra Loffredo, Palencia y Sommerfeld. En una maniobra política, el 10 de abril, los ministros acudieron a la Comisión de Soberanía, Integración, Relaciones Internacionales y Seguridad Integral (presidida por un asambleísta oficialista), en vez de la comisión que les había convocado a comparecer. La sesión se realizó de forma irregular, con el presidente de la comisión, Jonathan Parra, negándole los pedidos de palabra a la oposición, y tan solo con la comparecencia de la ministra Palencia. Finalmente, ante el pedido de la asambleísta del oficialismo, Lucía Jaramillo, la sesión se declaró en reserva, por lo que los legisladores de oposición y la prensa fueron desalojados del salón. La comparecencia de los ministros Loffredo y Sommerfeld se realizó el 12 de abril, de forma reservada, en modalidad virtual y sin transmisión de la sesión.

### Denuncia de México en la Corte Internacional de Justicia

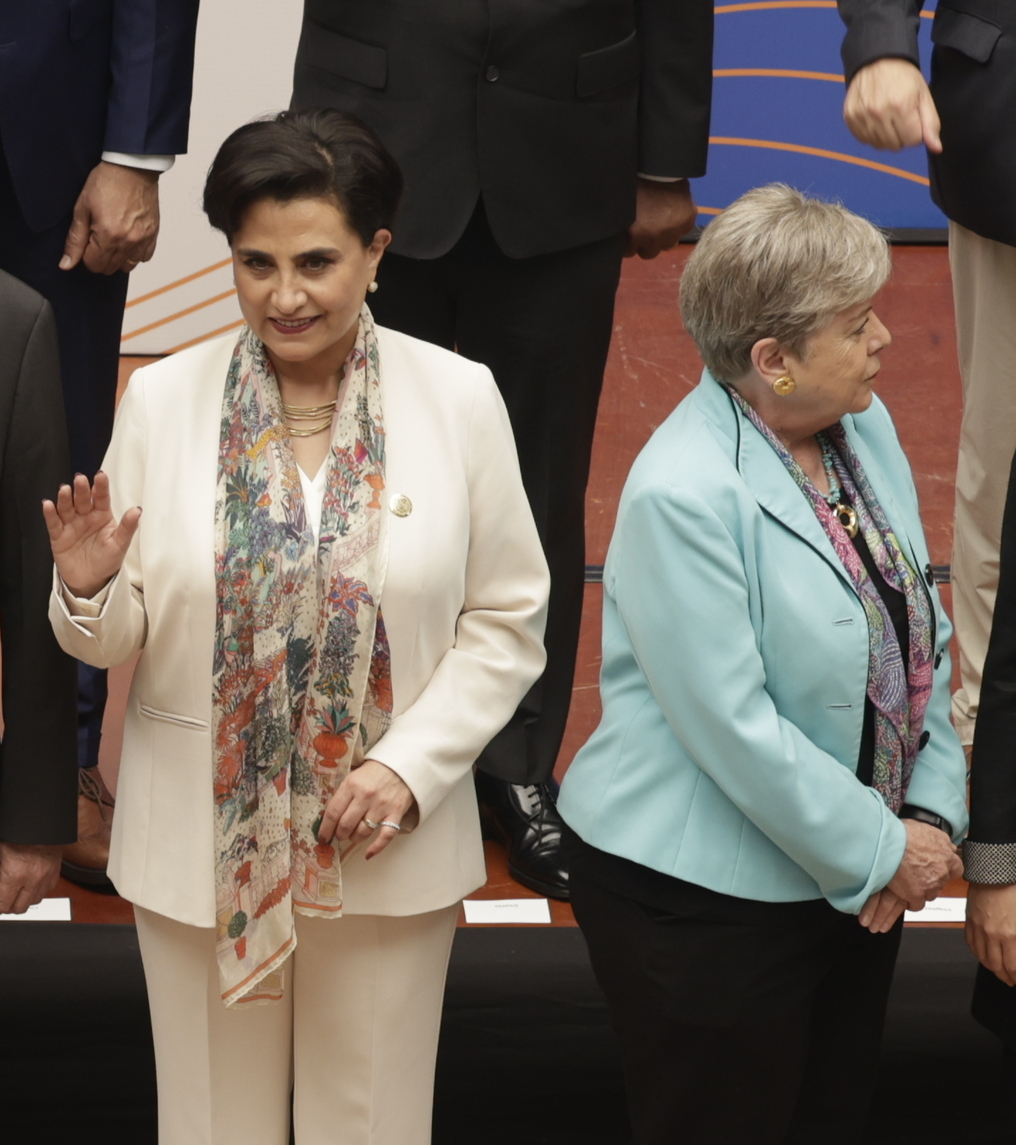
Bárcena le da la espalda a Gabriela Sommerfeld durante la toma de la fotografía oficial de la reunión ministerial de la Declaración de Los Ángeles en Ciudad de Guatemala en mayo de 2024

El 11 de abril de 2024, México formalizó la denuncia contra Ecuador en la Corte Internacional de Justicia (CIJ). El 30 de abril, se realizó la primera audiencia del caso, en el que México presentó sus argumentos, acto realizado por Alejandro Celorio Alcántara, consultor jurídico de la Secretaría de Relaciones Exteriores de México, quien presentó contexto del caso y la solicitud de medidas provisionales, «subrayando que no hay una justificación válida para la incursión del 5 de abril ni para el acoso que siguió los días posteriores». En dicha audiencia, México solicitó a la corte, cuatro medidas provisionales:
- Que el gobierno ecuatoriano adopte medidas apropiadas e inmediatas para brindar plena protección y seguridad de los locales diplomáticos, sus bienes y archivos, evitando cualquier forma de intrusión en su contra.
- Que Ecuador permita al gobierno mexicano despejar locales diplomáticos y las residencias privadas de los agentes diplomáticos.
- Que el gobierno ecuatoriano garantice que no se tomen medidas que perjudiquen los derechos de México respecto de cualquier decisión que la Corte pueda tomar.
- Que el Estado ecuatoriano se abstenga de cualquier acto o conducta que pueda agravar o ampliar la controversia que conoce la Corte.[30]

El 23 de mayo de 2024, la CIJ desestimó la solicitud por unanimidad, considerando que no existía una urgencia para dictar medidas preliminares. La Corte argumentó que Ecuador había ofrecido garantías de protección a la embajada mexicana y a su personal, y que estas garantías son vinculantes para el país sudamericano. La CIJ enfatizó la importancia de la inviolabilidad de las embajadas y los principios establecidos en la Convención de Viena sobre Relaciones Diplomáticas.
Además de las medidas provisionales, México solicitó la suspensión de Ecuador como miembro de las Naciones Unidas. Ecuador defendió sus acciones argumentando que Glas es un delincuente común. La decisión final de la CIJ en este caso podría tardar años en emitirse.

## Reacciones

### Nacionales
Los candidatos para las elecciones presidenciales de México de 2024 denunciaron la invasión ecuatoriana de la embajada. El presidente Daniel Noboa manifestó que el Gobierno tomaría precauciones para reprimir posibles protestas en Carondelet.
La bancada del partido ecuatoriano Movimiento Revolución Ciudadana anunció que pasaría a la oposición, argumentando que no apoyarían violaciones al derecho internacional. Por su lado, la lideresa nacional del mismo partido, Luisa González, solicitó la renuncia del presidente Daniel Noboa.

### Internacionales

#### Organismos internacionales
- Naciones Unidas: La «ONU», a través de su secretario general António Guterres, citó al principio cardinal de la inviolabilidad de los locales y del personal diplomático y consular, y expresó su preocupación por la situación e hizo un llamamiento a la moderación y exhorta a ambos gobiernos a resolver sus diferencias por medios pacíficos.[36]
- Organización de los Estados Americanos: La «OEA» rechazó la incursión de fuerzas policiales en embajada de México en Ecuador y propuso una reunión del Consejo Permanente, además de hacer un llamado al diálogo entre ambas partes y expresar su solidaridad con los diplomáticos mexicanos.[37]
- Unión Europea: A través de su máximo diplomático Josep Borrell Fontelles, condenó la vulneración de la misión diplomática mexicana y, por tanto, de la Convención de Viena, e insistió en que la protección de la misiones diplomáticas es indispensable para el orden y la confianza internacionales.[38][39]
- CELAC: En una reunión virtual, el presidente López Obrador recibió el respaldo de una decena de mandatarios de América Latina y el Caribe tras el asalto de Ecuador a la Embajada de México en Quito.  Ralph Gonsalves, presidente de San Vicente y las Granadinas, y Irfaan Ali, de Guyana apoyaron la postura mexicana.[40]
- La «Alianza Bolivariana para los Pueblos de Nuestra América-Tratado de Comercio de los Pueblos» condenó el suceso, aduciendo que «Jorge Glas fue secuestrado por las fuerzas de seguridad ecuatorianas durante el allanamiento a la Embajada de México». En ese sentido, respaldó a México en relación con el pedido de acciones provisionales demandadas ante la Corte Internacional de Justicia (CIJ), en las que solicitó que «Ecuador se abstenga de acciones que puedan perjudicar los derechos de México en cualquier decisión que la CIJ pueda tomar en el futuro sobre el caso en cuestión, y que se evite cualquier acto o conducta que pueda exacerbar la controversia en curso». Además, pidió a Ecuador respetar el estatus de asilado del exvicepresidente Glas, y que se emita un salvoconducto que lo saque de prisión.[41]
- La «Alianza para el Desarrollo en Democracia», integrada por República Dominicana, Costa Rica y Panamá, condenó las acciones de Ecuador en la embajada de México en Quito, calificándolas como una inexcusable violación de la integridad territorial, y expresaron su confianza en que Ecuador y México puedan resolver el conflicto a través del diálogo y el respeto a las normas diplomáticas.[42]
- La asociación de países «MIKTA», integrado por México, Indonesia, Corea del Sur, Turquía y Australia, en una declaración conjunta, expresaron su preocupación y solidaridad con México, y condenaron el asalto a la embajada.[43]

#### Países
- Argentina: El gobierno de la República Argentina condenó lo sucedido en la Embajada de México en Ecuador y llamó a la plena observancia de las disposiciones de aquel instrumento internacional así como de las obligaciones que surgen de la Convención de Viena sobre Relaciones Diplomáticas.[44]
- Bahamas: El ministro de Asuntos Exteriores de Bahamas, Fred Mitchell, condenó el ataque y llamó a respetar el derecho internacional y la Convención de Viena.[45]
- Bolivia: El presidente Luis Arce ha informado que sostuvo una conversación telefónica con el presidente de México, para ofrecer su solidaridad por lo sucedido en la embajada de México en Ecuador. Destacando que han convocado a su embajadora en Ecuador y a la embajadora de Ecuador en su país para que informen de lo ocurrido.[46]
- Brasil: El gobierno de Brasil expresó su solidaridad con el gobierno mexicano y condenó la medida llevada a cabo por el gobierno ecuatoriano, destacándola como un grave precedente que debe ser objeto de un enérgico repudio.[47]
- Canadá: A través de un tuit de su cuenta oficial de Política exterior, dio a conocer que el país «está profundamente preocupado por la aparente violación por parte de Ecuador de la Convención de Viena sobre Relaciones Diplomáticas de 1961» y llamó a todos los países a respetar el derecho internacional.[48]
- Ciudad del Vaticano: A través de la Santa Sede, expresó su preocupación por la acción de las autoridades ecuatorianas, contraviniendo el Artículo 22 de la Convención de Viena sobre Relaciones Diplomáticas, expuso que el asilo diplomático es una antigua institución jurídica de carácter humanitario y mostró la preocupación por la acción de las autoridades ecuatorianas  que «no solo niega el derecho de México de conceder asilo diplomático, sino que pone en peligro las buenas relaciones entre ambos países», e hizo un llamado para que las partes en conflicto encuentren soluciones que restauren el pleno respeto al derecho internacional. [49]
- Colombia: El presidente Gustavo Petro ha anunciado que solicitará medidas cautelares en favor de Glas a la Corte Interamericana de Derechos Humanos, además de convocar a una reunión de urgencia de la Organización de los Estados Americanos con el fin de examinar la ruptura de la convención de Viena por parte de Ecuador.[50]
- Cuba: El ministro de Relaciones Exteriores de Cuba, Bruno Rodríguez, condenó la entrada a la fuerza de la Policía ecuatoriana en la Embajada de México para detener a Jorge Glas.[51]
- Chile: El Ministerio de Relaciones Exteriores de Chile condenó la irrupción de la policía ecuatoriana en la Embajada de México y la captura de Glas, recordando los artículos de la Convención de Viena sobre Relaciones Diplomáticas de 1961, transmitiendo su sentimiento de solidaridad a todo el personal diplomático de la Embajada de México en Ecuador y abogando por una pronta solución a este incidente entre las dos naciones.[52]
- España: El gobierno de España, a través de su Ministerio de Asuntos Exteriores, Unión Europea y Cooperación, dijo que el suceso supone una violación de la Convención de Viena e hizo un llamamiento al respeto del derecho internacional y a la concordia entre México y Ecuador.[53]
- Estados Unidos: El Departamento de Estado de los Estados Unidos manifestó su rechazo ante la irrupción policial y exhortó a México y a Ecuador a «resolver sus diferencias de acuerdo con las normas internacionales» y a través de su portavoz, Matthew Miller, afirmó que: «Estados Unidos condena cualquier violación de la Convención de Viena sobre Relaciones Diplomáticas (...)».[54]
- Guatemala: El Ministerio de Relaciones Exteriores de Guatemala expresó su rechazo por la inobservancia a la Convención de Viena ante la violación a la sede de la Embajada de México e hizo un llamado a respetar y cumplir bajo cualquier circunstancia con las obligaciones de los Estados respecto del artículo 22 de la Convención de Viena sobre Relaciones Diplomáticas de 1961.[55]
- Honduras: La presidenta Xiomara Castro calificó al asalto como un acto intolerable para la comunidad internacional, «dado que ignora el histórico y fundamental derecho al asilo».[33]
- Irlanda: El gobierno de Irlanda ha expresado su solidaridad con México luego de la irrupción de la Policía Nacional de Ecuador en la Embajada mexicana.[56]
- Japón: El gobierno de Japón condenó cualquier acto que viole la Convención de Viena sobre Relaciones Diplomáticas, que estipula que las premisas de una misión diplomática son inviolables.[57]
- Nicaragua: El gobierno de Nicaragua condenó esta violación del derecho internacional, decidiendo romper relaciones diplomáticas con el gobierno ecuatoriano y extender su solidaridad con México.
- Noruega: El gobierno de Noruega, miembro de la Asociación Europea de Libre Comercio (EFTA) aunque no la Unión Europea, condenó la acción y manifestó que debe protegerse y respetarse el estatuto especial de las sedes diplomáticas y del personal diplomático.[58]
- Paraguay: El gobierno de Paraguay expresó su preocupación por el operativo y llamó a la reflexión a las partes y al respeto irrestricto del Derecho Internacional.[59]
- Portugal: El Ministerio de Asuntos Exteriores de Portugal expresó su solidaridad con México, condenó la acción de Ecuador y pidió moderación y diálogo.[60]
- Reino Unido: El Gobierno de Reino Unido condenó las acciones tomadas.[61]
- Rusia: El Ministerio de Asuntos Exteriores de Rusia expresó a Ecuador su «extrema preocupación» por el asalto de las fuerzas ecuatorianas a la embajada de México.[62]
- Sudáfrica: El gobierno de Sudáfrica expresó su «preocupación» por el asalto que «violó la Convención de Viena sobre Relaciones Diplomáticas de 1961, en particular el principio de inviolabilidad de los locales y el personal diplomáticos» y pidió que se alcance «una solución diplomática amistosa» y confió en que las organizaciones regionales de las Américas y la ONU «se ocupen de este asunto urgente que tiene el potencial de afectar negativamente a la región y el Estado de derecho internacional».[63]
- Uruguay: El gobierno de Uruguay expresó su pesar por los acontecimientos en Ecuador, subrayando la importancia del respeto al derecho internacional y la convivencia pacífica entre países latinoamericanos. Instó a observar la Convención de Caracas, destacando que el asilo diplomático no debería otorgarse en casos de delitos comunes. A su vez, espera que México y Ecuador puedan resolver sus diferencias y restaurar sus relaciones diplomáticas pronto.[64]
- Venezuela: El canciller de Venezuela, Yván Gil, expresó su rechazo calificando a Jorge Glas como perseguido político y alertando sobre el posible surgimiento de una época de «terror» para Ecuador, alegando que se estaría manifestando una ideología extrema de neofascismo.[65] Días después, el 16 de abril, Nicolás Maduro ordenó el cierre de la Embajada en Quito y de los consulados en Quito y Guayaquil y que el personal diplomático regrese de inmediato a su país, como respuesta al asalto de la Embajada Mexicana.[66]